# Nico (piłkarz)
Nico, właśc. Antônio Martins Souza (ur. ?, zm. ?) – piłkarz brazylijski grający na pozycji napastnika.

## Kariera klubowa
Nico karierę piłkarską rozpoczął w klubie São Bento São Paulo w 1922 roku. Później występował w Juventusie São Paulo (1930–1931, 1932, 1935–1937), Bonsucesso Rio de Janeiro (1931), Portuguesie São Paulo (1933–1934) oraz w Bangu AC w 1937 roku. Podczas kariery Nico nie osiągnął większych sukcesów.

## Kariera reprezentacyjna
W reprezentacji Brazylii Nico zadebiutował 2 lipca 1931 w wygranym 6-1 meczu z węgierskim klubem Ferencvárosi TC. Był to udany debiut, gdyż Nico strzelił dwie bramki. Był to jedyny jego występ w reprezentacji.